# 역사스페셜
《UHD 역사스페셜》은 KBS 1TV에서 방송되었던 역사 다큐멘터리 프로그램이다.

## 진행자
| 대수 | 진행자 | 진행 기간                          |
| ---- | ------ | ---------------------------------- |
| 1대  | 유인촌 | 1998년 10월 17일 ~ 2003년 6월 21일 |
| 2대  | 고두심 | 2005년 5월 6일 ~ 2006년 9월 29일   |
| 3대  | 한상권 | 2009년 7월 4일 ~ 2012년 12월 13일  |

## 방송 시간
| 방송 채널 | 프로그램 이름  | 방송 기간                           | 방송 시간                       |
| --------- | -------------- | ----------------------------------- | ------------------------------- |
| KBS 1TV   | 역사스페셜     | 1998년 10월 17일 ~ 1999년 5월 1일   | 매주 토요일 밤 8시 10분 ~ 9시   |
| KBS 1TV   | 역사스페셜     | 1999년 5월 8일 ~ 2003년 6월 21일    | 매주 토요일 밤 8시 ~ 9시        |
| KBS 1TV   | 역사스페셜     | 2009년 7월 4일 ~ 2010년 11월 13일   | 매주 토요일 밤 8시 ~ 9시        |
| KBS 1TV   | HD 역사스페셜  | 2005년 5월 6일 ~ 2006년 9월 29일    | 매주 금요일 밤 10시 ~ 11시      |
| KBS 1TV   | 역사스페셜     | 2010년 11월 25일 ~ 2010년 12월 16일 | 매주 목요일 밤 10시 ~ 10시 50분 |
| KBS 1TV   | 역사스페셜     | 2011년 6월 2일 ~ 2012년 12월 13일   | 매주 목요일 밤 10시 ~ 10시 50분 |
| KBS 1TV   | 역사스페셜     | 2011년 1월 13일 ~ 2011년 5월 26일   | 매주 목요일 밤 10시 ~ 10시 45분 |
| KBS 1TV   | UHD 역사스페셜 | 2021년 10월 19일 ~ 2022년 1월 25일  | 매주 화요일 밤 10시 ~ 10시 50분 |
| KBS 1TV   | UHD 역사스페셜 | 2022년 2월 1일                      | 화요일 밤 9시 40분 ~ 10시 30분  |

## 제작진
최종 제작진
- 진행자 : 한상권
- 내레이션 : 권영운
- 연출
  - 부장 : 장영주
  - 팀장 : 공용철(책임 프로듀서)
  - PD : 윤찬규, 이연식, 김덕재, 황대준, 류지열, 안주식, 임기순, 나원식, 강성훈, 김정희, 백주환
- AD : 방재훈, 문정운
- 자료 조사 : 이혜림, 박지은, 이은혜
- 제작사 : 자체 제작(48, 73, 80, 95, 104 ~ 107, 111, 115, 120회 제외), KBS울산방송국(95회), 외주 제작사(48, 73, 80, 104 ~ 107, 111, 115, 120회)

이전 제작진
- 진행자 : 엄지인(1 ~ 35회), 김진희(36 ~ 40회, 42 ~ 50회)
- 내레이션 : 원호섭(1 ~ 5회, 7 ~ 35회), 한상권 · 이상호(6회), 손범수(44회, 2010 광복절 특집), 이정구(36 ~ 43회, 45회), 정세진 · 김기현(92, 93회)
- 책임 프로듀서 : 신재국, 윤한용
- 연출
  - 부장 : 김덕기, 황용호
  - PD : 김영선, 신재국, 손현철, 김정균, 황대준, 이재혁, 현상윤, 김종석, 심광흠, 임현진, 이승하, 나영, 양승동, 김장환, 김정중, 고정훈, 최필곤, 김한솔
- AD : 오민희, 이동민, 공영배, 남동식, 신은경
- 자료 조사 : 김나영, 정은정, 이세희, 박해선, 이남희, 김지민, 하상희, 박지연

## 방영 목록

### 역사스페셜 (1998년 ~ 2003년)
| 횟수 | 방송 일자        | 제목 |
| ---- | ---------------- | --- |
| 01   | 1998년 10월 17일 | 영상복원-무용총 고구려가 살아난다 |
| 02   | 1998년 10월 24일 | 고종의 X파일! 군함을 구입하라 |
| 03   | 1998년 11월 7일  | 발해는 왜 동해를 건넜는가? |
| 04   | 1998년 11월 14일 | 고구려군, 아차산 최후의 날 |
| 05   | 1998년 11월 21일 | 고려시대, 우리는 로켓을 쏘았다 |
| 06   | 1998년 11월 28일 | 조선 최대 정치 이벤트-화성 회갑 잔치 |
| 07   | 1998년 12월 5일  | 한반도, 고인돌 왕국의 수수께끼 |
| 08   | 1998년 12월 12일 | 400년 전의 편지, 조선판 사랑과 영혼 |
| 09   | 1998년 12월 19일 | 신라의 왕궁은 어디에 있었나? |
| 10   | 1999년 1월 9일   | 철저 분석, 고구려 수나라 전쟁 |
| 11   | 1999년 1월 16일  | 최초발굴-나주아파트 고분의 미스터리 |
| 12   | 1999년 1월 23일  | 3000년 전의 고래사냥-울주 암각화의 비밀 |
| 13   | 1999년 1월 30일  | 미륵사는 무왕의 승부수였다 |
| 14   | 1999년 2월 6일   | 신라산 양탄자는 일본 최고의 인기 상품이었다 |
| 15   | 1999년 2월 13일  | 거북선 머리는 들락거렸다 |
| 16   | 1999년 2월 20일  | 가야 흥망의 블랙박스, 철갑옷 |
| 17   | 1999년 2월 27일  | 3·1절 80주년 특집, 한국을 사랑한 베델 |
| 18   | 1999년 3월 6일   | 사비 시대의 타임 캡슐, 백제 대향로 |
| 19   | 1999년 3월 13일  | 진주 대첩, 3천이 어떻게 3만을 이겼나 |
| 20   | 1999년 3월 20일  | 영상복원-해상왕국 고려의 군함 |
| 21   | 1999년 3월 27일  | 완도 바닷 속 3만 청자의 비밀 |
| 22   | 1999년 4월 3일   | 새롭게 밝혀지는 운주 천불천탑의 비밀 |
| 23   | 1999년 4월 10일  | 신라인도 원샷을 했다 |
| 24   | 1999년 4월 17일  | 국왕도 풍속화를 보았다 |
| 25   | 1999년 4월 24일  | 459장의 그림지도는 보물지도였다 |
| 26   | 1999년 5월 1일   | 고구려 기획 1편, 고구려 비밀의 문 광개토대왕비                                                                                                 |
| 27   | 1999년 5월 8일   | 고구려 기획 2편, 동방의 피라미드-장군총의 수수께끼                                                                                             |
| 28   | 1999년 5월 15일  | 청동거울의 비밀, 일본 천황은 백제인인가 |
| 29   | 1999년 5월 22일  | 5천만자의 하이테크, 팔만대장경 |
| 30   | 1999년 6월 5일   | 가야인도 성형수술을 했다 |
| 31   | 1999년 6월 12일  | 최초 공개! 임진왜란 최후전투도 |
| 32   | 1998년 6월 19일  | 고려부인, 염경애 12세기의 접시꽃 당신 |
| 33   | 1999년 6월 26일  | 한국 전쟁 최대의 미스터리, 북한군은 왜 3일간 서울에서 머물렀나                                                                                 |
| 34   | 1999년 7월 3일   | 왜 신라에만 여왕이 있었나? |
| 35   | 1999년 7월 10일  | 추적, 화랑세기 필사본의 미스터리 |
| 36   | 1999년 7월 17일  | 2500년 전 한반도는 전쟁 중이었다 |
| 37   | 1999년 7월 24일  | 허준은 과연 스승을 해부했을까? |
| 38   | 1999년 7월 31일  | 조선판 사건 25시, 박여인 변사사건 |
| 39   | 1999년 8월 7일   | 삼별초, 진도에 또 다른 고려가 있었다 |
| 40   | 1999년 8월 14일  | 왕건의 훈요십조는 조작되었는가? |
| 41   | 1999년 10월 2일  | 추적! 환단고기 열풍 |
| 42   | 1999년 10월 9일  | 한글은 집현전에서 만들지 않았다 |
| 43   | 1999년 10월 16일 | 석굴암 불상에도 색을 칠했다? |
| 44   | 1999년 10월 23일 | 미스터리 추적! 신라의 소정방 피살 사건 |
| 45   | 1999년 10월 30일 | 외교비사, 서희는 거란 80만 대군을 어떻게 물리쳤나?                                                                                             |
| 46   | 1999년 11월 6일  | 명량 대첩의 비밀, 13척이 어떻게 333척을 이겼나?                                                                                                |
| 47   | 1999년 11월 20일 | 세종 때 조선에 재팬타운이 있었다 |
| 48   | 1999년 11월 27일 | 66세 신랑, 15세 신부, 영조의 결혼식 |
| 49   | 1999년 12월 4일  | 이몽룡은 실존 인물이었다 |
| 50   | 1999년 12월 11일 | 500년 전 대운하, 조선에 운하가 있었다 |
| 51   | 1999년 12월 18일 | 300년 전 여성군자가 쓴 요리백과, 음식디미방 |
| 52   | 2000년 1월 1일   | 밀레니엄 특집 역사스페셜 4회 연속기획, [대고구려] 1부, 광개토대왕 정복 루트를 가다-염수의 비밀                                                 |
| 53   | 2000년 1월 8일   | 밀레니엄 특집 역사스페셜 4회 연속기획, [대고구려] 2부, 광개토대왕 정복 루트를 가다-미지의 장벽, 대흥안령 산맥                                  |
| 54   | 2000년 1월 22일  | 밀레니엄 특집 역사스페셜 4회 연속기획, [대고구려] 3부, 고구려 철갑기병, 동아시아 최강이었다                                                    |
| 55   | 2000년 1월 29일  | 밀레니엄 특집 역사스페셜 4회 연속기획, [대고구려] 4부, 고구려인의 재산 목록 1호는 수레였다                                                     |
| 56   | 2000년 2월 12일  | 조선왕조실록이 산으로 간 이유는? |
| 57   | 2000년 2월 19일  | 제주에 천년 왕국이 있었다 |
| 58   | 2000년 2월 26일  | 온천궁궐, 온양행궁의 비밀 |
| 59   | 2000년 3월 4일   | 조선왕가 최초의 의문사, 누가 소현세자를 죽였는가?(소현세자 독살의혹등을 추적함)                                                                |
| 60   | 2000년 3월 11일  | 한국의 폼페이 풍납토성, 지하 4미터의 비밀 |
| 61   | 2000년 3월 18일  | 순장, 과연 생매장이었나? |
| 62   | 2000년 3월 25일  | 역사 버라이어티, 왕건 코리아 |
| 63   | 2000년 4월 1일   | 역사추적, 심청의 바닷길(심청전에서 심청을 공양미 300석에 사갔다는 중국의 상인들을 역사적으로 추적함으로써 조선시대 중국과의 해상무역을 보도함) |
| 64   | 2000년 4월 8일   | 조선시대 우리는 하늘을 날았다 |
| 65   | 2000년 4월 15일  | 신라 최후의 미스터리, 마의태자 |
| 66   | 2000년 4월 22일  | 고구려비가 중원에 서있는 까닭은? |
| 67   | 2000년 4월 29일  | 조선시대에도 자유부인이 있었다 |
| 68   | 2000년 5월 6일   | 원효는 왜 파계승이 되었나? |
| 69   | 2000년 5월 13일  | 로마유리 2000년 전 신라에 오다 |
| 70   | 2000년 5월 20일  | 제3세력, 내시(실력이 있어야만 살아남았던 내시들의 치열한 삶의 이야기를 보도함)                                                                 |
| 71   | 2000년 5월 27일  | 현장확인, 겸재정선의 300년 전 한강 |
| 72   | 2000년 6월 3일   | 조선왕조 기피인물 1호, 허균 |
| 73   | 2000년 6월 17일  | 북녘 땅 고구려 고분벽화, 무엇을 그렸나? |
| 74   | 2000년 6월 24일  | 불국사-그 이름에 담긴 비밀? |
| 75   | 2000년 7월 1일   | 조선시대에도 학생회가 있었다 |
| 76   | 2000년 7월 8일   | 조선시대 역관은 최고 갑부였다(역관과 정치인들과의 결탁을 보도함)                                                                               |
| 77   | 2000년 7월 15일  | 고려개국의 예언서기, 도선비기는 실재했나? |
| 78   | 2000년 7월 22일  | 조식이 지리산에 12번이나 오른 까닭은? |
| 79   | 2000년 7월 29일  | 연개소문, 독재자인가? 영웅인가? |
| 80   | 2000년 8월 5일   | 신윤복은 왜 여자를 그렸나? |
| 81   | 2000년 8월 12일  | 발굴! 스티코프의 비밀수첩, 김구는 왜 북으로 갔나?                                                                                              |
| 82   | 2000년 8월 19일  | 삼국통일의 교두보, 삼년산성 |
| 83   | 2000년 8월 26일  | 조선시대 궁녀는 전문직이었다 |
| 84   | 2000년 9월 2일   | 고려말 비상계엄, 왜구를 격파하라 |
| 85   | 2000년 9월 9일   | 최초공개! 탐라 순력도, 제주는 군사요새였다 |
| 86   | 2000년 9월 23일  | 금관은 죽은 자의 것이었다 |
| 87   | 2000년 10월 7일  | 개천절 기획 2부작, 1편 비밀의 왕국 고조선 |
| 88   | 2000년 10월 14일 | 개천절 기획 2부작, 2편 집중분석, 고조선인은 어떻게 살았나?                                                                                     |
| 89   | 2000년 10월 21일 | 흑치상지 묘지석-1604자의 비밀 |
| 90   | 2000년 10월 28일 | 궁예 |
| 91   | 2000년 11월 4일  | 토우-신라인의 사랑과 진실 |
| 92   | 2000년 11월 11일 | 2천년 전, 늑도는 국제무역항이었다 |
| 93   | 2000년 11월 18일 | 현존하는 최고의 역사서, 800년 논쟁 삼국사기의 진실은?                                                                                          |
| 94   | 2000년 11월 25일 | 천재시인 최치원은 조기 유학생이었다 |
| 95   | 2000년 12월 2일  | 발굴, 밀양 고분벽화의 비밀 |
| 96   | 2000년 12월 9일  | 이성계의 또다른 왕궁, 회암사 |
| 97   | 2000년 12월 16일 | 추적! 임나일본부의 정체 |
| 98   | 2001년 1월 6일   | KBS 신년스페셜 고선지, 1편 서역으로간 고구려인                                                                                                 |
| 99   | 2001년 1월 7일   | KBS 신년스페셜 고선지, 2편 파미르를 넘어 세계사 속으로                                                                                         |
| 100  | 2001년 1월 13일  | 외규장각은 왜 강화도로 갔을까? |
| 101  | 2001년 1월 20일  | 기생 홍랑의 지독한 사랑 |
| 102  | 2001년 1월 27일  | 천년 전의 벤처기업, 장고보의 성공비결 |
| 103  | 2001년 2월 3일   | 21세기 최대의 복원사업, 경복궁이 되살아난다 |
| 104  | 2001년 2월 10일  | 고대사 수수께끼 안학 3호분, 그 주인공은 누구인가?                                                                                              |
| 105  | 2001년 2월 17일  | 김유신은 왜 천관녀를 버렸나 |
| 106  | 2001년 2월 24일  | 송시열, 실록에 왜 3000번 올랐나? |
| 107  | 2001년 3월 10일  | 역사만이 희망이다, 단재 신채호 |
| 108  | 2001년 3월 17일  | 조선 최대의 지하조직, 활빈당 |
| 109  | 2001년 3월 24일  | 백제 최후의 날, 일본 왜 지원군을 보냈을까? |
| 110  | 2001년 3월 31일  | 포석정이 놀이터가 아니었다 |
| 111  | 2001년 4월 7일   | 선덕여왕의 비밀코드, 첨성대 |
| 112  | 2001년 4월 14일  | 매창이 사랑한 남자, 천민 유희경 |
| 113  | 2001년 4월 21일  | 대가야 최후의 왕자, 월광은 어디로 갔나? |
| 114  | 2001년 4월 28일  | 최초발굴, 신라 대왕암 |
| 115  | 2001년 5월 5일   | 부석사 지하에는 11m 용이 있다 |
| 116  | 2001년 5월 12일  | 철저분석, 일본역사교과서 |
| 117  | 2001년 5월 19일  | 조선은 시계왕국이었다 |
| 118  | 2001년 5월 26일  | 중국 속에 또다른 고구려가 있었다, 이정기왕국                                                                                                   |
| 119  | 2001년 6월 2일   | 0.3mm의 예술, 감은사 사리함 |
| 120  | 2001년 6월 16일  | 후백제 대왕 견훤, 왜 몰락했는가? |
| 121  | 2001년 6월 23일  | 백제의 암호, 사비성 목간 31자의 비밀 |
| 122  | 2001년 6월 30일  | 120개의 대제방, 강화 평야는 바다였다 |
| 123  | 2001년 7월 7일   | 종이로 된 보물창고 -조선 고서의 비밀- |
| 124  | 2001년 7월 14일  | 2000년 전 고대로 들어가는 비밀의 입구, 신창동 유적                                                                                             |
| 125  | 2001년 7월 21일  | 무령왕릉 발굴 30주년, 아직도 풀리지 않는 다섯가지 의문                                                                                         |
| 126  | 2001년 7월 28일  | 신라는 어떻게 강대국이 되었나, 울진 봉평비의 비밀                                                                                              |
| 127  | 2001년 8월 25일  | 초호화 지붕다리, 월정교 |
| 128  | 2001년 9월 1일   | |
| 129  | 2001년 9월 8일   | 황금칼의 왕국, 제7가야 다라국 |
| 130  | 2001년 9월 15일  | 상원사 피묻은 적삼의 미스터리 |
| 131  | 2001년 9월 22일  | 나주대형옹관의 미스터리, 고대영산강에 왕국이 있었다                                                                                            |
| 132  | 2001년 10월 6일  | 한민족 특별기획 북한문화유산시리즈 8부작, 제1편 고구려 평양성                                                                                  |
| 133  | 2001년 10월 13일 | 한민족 특별기획 북한문화유산시리즈 8부작, 제2편 묘향산 보현사                                                                                  |
| 134  | 2001년 10월 20일 | 한민족 특별기획 북한문화유산시리즈 8부작, 제3편 천년 전 국제도시 개경                                                                          |
| 135  | 2001년 10월 27일 | 한민족 특별기획 북한문화유산시리즈 8부작, 제4편 세계의 보물, 고인돌                                                                            |
| 136  | 2001년 11월 3일  | 장지연의 시일야방성대곡, 이렇게 만들어졌다 |
| 137  | 2001년 11월 17일 | 긴급입수! 러시아 비밀문서, 명성황후 최후의 날                                                                                                  |
| 138  | 2001년 11월 24일 | 바보 온달, 그는 고구려의 전쟁영웅이었다 |
| 139  | 2001년 12월 8일  | 한민족 특별기획 북한문화유산시리즈 8부작, 제5편 고구려시조 동명왕릉                                                                            |
| 140  | 2001년 12월 15일 | 한민족 특별기획 북한문화유산시리즈 8부작, 제6편 검은모루 구석기유적                                                                            |
| 141  | 2001년 12월 22일 | 한민족 특별기획 북한문화유산시리즈 8부작, 제7편 7백년의 사랑, 공민왕릉                                                                         |
| 142  | 2001년 12월 29일 | 한민족 특별기획 북한문화유산시리즈 8부작, 제8편 남북역사학의 쟁점, 단군릉                                                                      |
| 143  | 2002년 1월 5일   | KBS 신년 스페셜 역사기획 발해, 1편 아시아의 네트워크-발해의 길                                                                                 |
| 144  | 2002년 1월 6일   | KBS 신년 스페셜 역사기획 발해, 2편 대륙의 제국                                                                                                 |
| 145  | 2002년 1월 12일  | 사이버 박물관 개관 특별전, 1편 행주대첩과 첨단무기                                                                                             |
| 146  | 2002년 1월 19일  | 사이버 박물관 개관 특별전, 2편 7000년 전의 타임캡슐, 패총                                                                                      |
| 147  | 2002년 1월 26일  | 수원 화성은 18세기 최첨단 전투요새였다 |
| 148  | 2002년 2월 2일   | 발견, 100년 전의 사진 석굴암 원형을 찾았다 |
| 149  | 2002년 2월 9일   | 고려 몽골 연합함대 일본원정, 주력은 고려군이었다                                                                                               |
| 150  | 2002년 2월 16일  | 미스터리 추적! 일본 천황은 백제인인가? |
| 151  | 2002년 2월 23일  | 고려 광종, 제국의 아침을 열다 |
| 152  | 2002년 3월 9일   | 임금님의 토털케어, 왕이 건강관리는 이렇게 했다                                                                                                 |
| 153  | 2002년 3월 16일  | 임란포로체험기 간양록, 선비 강항은 일본에 무엇을 남겼나?                                                                                       |
| 154  | 2002년 3월 23일  | 승정원 일기에 들어있는 역사의 보물 |
| 155  | 2002년 3월 30일  | 3만 VS 20만! 신라는 당군을 어떻게 이겼나? -매소성 전투의 비밀                                                                                  |
| 156  | 2002년 4월 6일   | 한겨울에 핀 여름꽃, 500년 전에도 첨단온실이 있었다                                                                                             |
| 157  | 2002년 4월 13일  | 고대사 미스터리, 무덤 속의 칼 환두대도 |
| 158  | 2002년 4월 20일  | 3000년 전의 암각화, 그 비밀이 풀리고 있다 |
| 159  | 2002년 4월 27일  | 세기의 걸작, 백제 금동대향로는 어느 불효자의 사부곡                                                                                            |
| 160  | 2002년 5월 4일   | 17미터 거북바위의 증언, 견훤의 왕도, 전주프로젝트                                                                                              |
| 161  | 2002년 5월 11일  | 백제사 최대 미스터리, 한성백제의 왕성은 어디인가?                                                                                              |
| 162  | 2002년 5월 18일  | 임진왜란 외교비사, 사명당은 왜 일본에 건너갔나?                                                                                                |
| 163  | 2002년 5월 25일  | 역모인가 조작인가? 조선 최대 정치 미스터리, 정여립의 난                                                                                        |
| 164  | 2002년 6월 1일   | 월드컵 특별기획 역사스페셜, 1편 고인돌과 고래사냥의 땅, 한반도의 선사시대                                                                      |
| 165  | 2002년 6월 8일   | 월드컵 특별기획 역사스페셜, 2편 고분벽화, 되살아나는 고구려                                                                                    |
| 166  | 2002년 6월 29일  | 월드컵 특별기획 역사스페셜, 3편 황금의 나라, 황금의 역사                                                                                       |
| 167  | 2002년 7월 6일   | [KBS 스페셜] 월드컵, 한국을 휩쓴 31일간의 열정                                                                                                 |
| 168  | 2002년 7월 13일  | 철갑옷에서 신기전 로켓까지-승리를 이끈 하이테크 신무기                                                                                         |
| 169  | 2002년 7월 27일  | 임진왜란 최후의 승부처 -울산성 전투 |
| 170  | 2002년 8월 3일   | 역사교사시리즈 제1편, 안시성 싸움, 고구려는 어떻게 당을 이겼나?                                                                                |
| 171  | 2002년 8월 10일  | 역사교사시리즈 제2편, 조선최대의 음모, 광해군은 왜 쫓겨났나?                                                                                   |
| 172  | 2002년 8월 13일  | 포스트월드컵 8·15기획, 대한민국의 재발견(1) 대한민국은 위대했다                                                                                |
| 173  | 2002년 8월 15일  | 포스트월드컵 8·15기획, 대한민국의 재발견(2) 대한민국, 새로운 시대에 도전하다                                                                   |
| 174  | 2002년 8월 16일  | 포스트월드컵 8·15기획, 대한민국의 재발견(3) W세대, 대한민국을 포용하다                                                                         |
| 175  | 2002년 8월 31일  | 역사교사시리즈 제3편, 만주독립운동의 요람, 신흥무관학교                                                                                        |
| 176  | 2002년 9월 28일  | 역사교사시리즈 제4편, 집중분석, 조선시대 여인은 어떻게 살았나?                                                                                 |
| 177  | 2002년 10월 5일  | 역사교사시리즈 제5편, 최후의 만주수복전쟁, 공민왕의 북벌                                                                                       |
| 178  | 2002년 10월 12일 | 천년 전 이 땅에 또 다른 문자가 있었다 |
| 179  | 2002년 10월 19일 | 청계천 보존논쟁, 600년 전에도 있었다 |
| 180  | 2002년 10월 26일 | 소년 미라, 300년 만에 깨어나다 |
| 181  | 2002년 11월 2일  | 원정함대 사령관, 이종무는 왜 대마도에서 철군했나?                                                                                              |
| 182  | 2002년 11월 9일  | [한민족특별기획] 남북최초공동답사 세계문화유산 한반도의 고인돌                                                                                 |
| 183  | 2002년 11월 16일 | 임진왜란 비사! 왜군과 싸운 왜군들 |
| 184  | 2002년 11월 23일 | 장희빈은 재벌가의 딸이었다 |
| 185  | 2002년 11월 30일 | 삼천궁녀에 가려진 의자왕의 진실 |
| 186  | 2002년 12월 7일  | 조선시대 관리, 혹독한 신고식을 치렀다 |
| 187  | 2002년 12월 14일 | 현존하는 최대의 석탑, 미륵사탑의 비밀을 밝힌다                                                                                                 |
| 188  | 2002년 12월 21일 | 여인천하 20년 문정왕후의 숨은 힘, 환관 |
| 189  | 2002년 12월 28일 | 조선사 되살렸다, 국학자 안확 |
| 190  | 2003년 1월 4일   | KBS 신년스페셜 최인호의 다큐로망 해신 장보고 [1] 신라명신의 비밀                                                                               |
| 191  | 2003년 1월 5일   | KBS 신년스페셜 최인호의 다큐로망 해신 장보고 [2] 붉은 바다의 신화                                                                              |
| 192  | 2003년 1월 11일  | KBS 신년스페셜 최인호의 다큐로망 해신 장보고 [3] 청해진의 야망                                                                                 |
| 193  | 2003년 1월 12일  | KBS 신년스페셜 최인호의 다큐로망 해신 장보고 [4] 대해를 넘어                                                                                   |
| 194  | 2003년 1월 18일  | KBS 신년스페셜 최인호의 다큐로망 해신 장보고 [5] 역사는 흐른다                                                                                 |
| 195  | 2003년 1월 25일  | 추적! 고구려, 수나라 전쟁의 미스터리 |
| 196  | 2003년 2월 8일   | 김정호의 꿈, 조선의 네트워크를 구축하라! |
| 197  | 2003년 2월 15일  | 역사발굴! 어느 임란포로의 비밀편지 |
| 198  | 2003년 3월 1일   | [3·1절 특별기획] 어느 육형제의 독립전쟁 |
| 199  | 2003년 3월 8일   | 미천하니 거리낄 것이 없다 - 개혁자 신돈 |
| 200  | 2003년 3월 15일  | 조선특사 민영환, 러시아 황제를 만나다 |
| 201  | 2003년 3월 22일  | 경종 최후의 날, 왕은 독살당했는가? |
| 202  | 2003년 3월 29일  | 역사발굴! 일본의 신라침공, 발해가 막았다 |
| 203  | 2003년 4월 5일   | 조선시대, 최신식 어류백과사전이 있었다 |
| 204  | 2003년 4월 12일  | 유리알회계 300년 전의 거래장부-조선은 신용사회였다                                                                                             |
| 205  | 2003년 4월 19일  | 3·15에서 4·19까지, 자유당의 최후와 국무회의 비록                                                                                               |
| 206  | 2003년 4월 26일  | 뗏목대탐험-고대 바닷길은 문화의 고속도로였다                                                                                                   |
| 207  | 2003년 5월 3일   | 무령왕릉 어금니 한 개의 비밀 |
| 208  | 2003년 5월 10일  | 발굴! 정부기록보존소 (1) 최초공개! 정부기록보존소                                                                                              |
| 209  | 2003년 5월 17일  | 발굴! 정부기록보존소 (2) 박정희 최후의 프로젝트, 행정수도를 이전하라                                                                           |
| 210  | 2003년 5월 24일  | 발굴! 정부기록보존소 (3) 월남파병, 박정희의 승부수였다                                                                                         |
| 211  | 2003년 5월 31일  | 발굴! 정부기록보존소 (4) 석유확보작전-사우디 왕자를 대접하라                                                                                   |
| 212  | 2003년 6월 7일   | 발굴! 정부기록보존소 (5) 가봉의 봉고대통령, 그는 왜 한국 최고의 국빈이 되었나                                                                  |
| 213  | 2003년 6월 14일  | 특별기획 2부작 [이순신] (1) 불패의 장군, 신화가 되다                                                                                           |
| 214  | 2003년 6월 21일  | 특별기획 2부작 [이순신] (2) 영웅의 선택, 급류 앞에서 서다                                                                                      |

### HD 역사스페셜 (2005년 ~ 2006년)
| 횟수 | 방송 일자        | 제목                                                                            |
| ---- | ---------------- | ------------------------------------------------------------------------------- |
| 1    | 2005년 5월 6일   | 한반도의 첫 사람들                                                              |
| 2    | 2005년 5월 13일  | 신석기인들, 바다를 건너다                                                       |
| 3    | 2005년 5월 20일  | 청동기시대, 송국리는 말한다                                                     |
| 4    | 2005년 5월 27일  | 첫나라 고조선, 수도는 어디였나?                                                 |
| 5    | 2005년 6월 3일   | 고대 아이언 로드, 삼한으로 통하다                                               |
| 6    | 2005년 6월 10일  | 위성으로 본 국내성, 그곳에 고구려가 있었다                                      |
| 7    | 2005년 6월 17일  | 잃어버린 왕국 백제의 왕성, 풍납토성                                             |
| 8    | 2005년 6월 23일  | 신라 건국의 수수께끼, 나정은 알고 있다                                          |
| 9    | 2005년 7월 1일   | 고구려, 천하의 중심을 선포하다                                                  |
| 10   | 2005년 7월 8일   | 최초발굴, 금동신발 속의 뼈, 그는 누구인가?                                      |
| 11   | 2005년 7월 15일  | 고구려 고분벽화, 세계를 그리다                                                  |
| 12   | 2005년 7월 22일  | 한일역사전쟁, 영산강 장고형 무덤                                                |
| 13   | 2005년 7월 29일  | 장수왕의 승부수-고구려 남진 프로젝트                                            |
| 14   | 2005년 8월 5일   | 가야에 여전사가 있었다                                                          |
| 15   | 2005년 8월 19일  | 제4의 제국 대가야, 백두대간을 넘다                                              |
| 16   | 2005년 8월 26일  | 백제 비밀의 문, 칠지도                                                          |
| 17   | 2005년 9월 2일   | 이차돈 순교는 정치쇼였나?                                                       |
| 18   | 2005년 9월 9일   | 진흥왕 순수비, 무엇을 새겼는가?                                                 |
| 19   | 2005년 9월 16일  | 최초의 한류, 구다라 열풍!                                                       |
| 20   | 2005년 9월 23일  | 미스터리 추적! 신라탑에 백제금강경이 들어있는 까닭은?                           |
| 21   | 2005년 9월 30일  | 세계전쟁사의 수수께끼! 고구려 수당전쟁(1/2)                                     |
| 22   | 2005년 10월 7일  | 세계전쟁사의 수수께끼! 고구려 수당전쟁(2/2)                                     |
| 23   | 2005년 10월 14일 | 일본은 왜 백제부흥에 사활을 걸었나?                                             |
| 24   | 2005년 10월 21일 | [긴급기획 역사스페셜] 100년만의 귀환, 북관대첩비                                |
| 25   | 2005년 10월 28일 | 김유신이 왕이 된 까닭은?                                                        |
| 26   | 2005년 11월 4일  | 발굴유물 3만점! 안압지는 신라의 생활사박물관이었다                              |
| 27   | 2005년 11월 11일 | 예술인가 외설인가, 신라인의 스냅사진, 토우                                      |
| 28   | 2005년 11월 18일 | 철저분석-장보고 선단, 대양항해 어떻게 가능했나?                                 |
| 29   | 2005년 11월 25일 | 발해, 고구려를 꿈꾸다                                                           |
| 30   | 2005년 12월 2일  | 송나라 사신이 그린 천년 전 국제도시 개경                                        |
| 31   | 2005년 12월 16일 | 천년 전의 역사전쟁-고려 거란 전쟁                                               |
| 32   | 2006년 1월 13일  | 신년기획/백두산정계비, 무엇을 말하는가                                          |
| 33   | 2006년 1월 20일  | 대발견! 고려 국립호텔 ‘혜음원’                                                  |
| 34   | 2006년 1월 27일  | 대각국사 의천은 왜 송나라에 밀항했나?                                           |
| 35   | 2006년 2월 3일   | 무인시대 100년, 고려농민 일어서다                                               |
| 36   | 2006년 2월 10일  | 강화 천도, 작전인가 도피인가                                                    |
| 37   | 2006년 2월 17일  | 고려 충선왕, 티베트로 유배된 까닭은?                                            |
| 38   | 2006년 2월 24일  | 최초발굴! 왜 고려인이 중국 이슬람 성지에 묻혔나?                                |
| 39   | 2006년 3월 10일  | 초정밀 마이크로 세계, 고려불화 한 폭에 15,000명의 부처를 그리다                 |
| 40   | 2006년 3월 17일  | 900년 만의 귀향, 십이동파도 바닷속 청자운반선                                   |
| 41   | 2006년 3월 24일  | 김부식은 왜 삼국사기를 썼나                                                     |
| 42   | 2006년 3월 31일  | 목화씨 한 톨, 세상을 바꾸다                                                     |
| 43   | 2006년 4월 14일  | 최무선의 진포대첩은 세계 최초의 함포해전이었다                                  |
| 44   | 2006년 4월 21일  | 조선의 수도 한성은 어떻게 건설됐나                                              |
| 45   | 2006년 4월 28일  | 세종, 조선을 업그레이드하다                                                     |
| 46   | 2006년 5월 5일   | 사형수는 왕에게 보고하라-경국대전                                               |
| 47   | 2006년 5월 19일  | 조광조, 그의 개혁을 실패했나?                                                   |
| 48   | 2006년 5월 26일  | 조선 과거의 마지막 관문, 논술시험 책문                                          |
| 49   | 2006년 6월 2일   | 임꺽정, 조선의 로빈훗인가                                                       |
| 50   | 2006년 6월 23일  | 2부작 임진왜란, 제1편 8000 조선군, 160,000 대군에 맞서다                        |
| 51   | 2006년 6월 30일  | 2부작 임진왜란, 제2편 일본승려의 정유재란 종군기 ‘산도 들도 모두 불타고 있었다’ |
| 52   | 2006년 7월 7일   | 왜관은 일본의 첩보기관이었나?                                                   |
| 53   | 2006년 7월 14일  | 그 날 조선의 역사가 바뀌었다-인조반정                                           |
| 54   | 2006년 7월 21일  | 4백년 전의 타임캡슐, 무덤속 편지 172통                                          |
| 55   | 2006년 7월 28일  | [2부작] 박지원의 열하일기 4천리를 가다, 1부 고구려성을 넘어 요하를 건너다       |
| 56   | 2006년 8월 4일   | [2부작] 박지원의 열하일기 4천리를 가다, 2부 청의 심장부, 열하에서 황제를 만나다 |
| 57   | 2006년 8월 11일  | 93년 만의 귀환, 조선왕조실록                                                    |
| 58   | 2006년 8월 18일  | 조선 최대의 의문사, 정조는 독살됐나?                                            |
| 59   | 2006년 8월 25일  | 흥선대원군, 왜 그를 개혁가라 하는가?                                            |
| 60   | 2006년 9월 1일   | ‘동학군 수괴’ 유골, 왜 일본에서 발견되었나?                                     |
| 61   | 2006년 9월 8일   | 근대 유학생 1호, 유길준                                                         |
| 62   | 2006년 9월 15일  | 내 기억 속의 조선, 조선인                                                       |
| 63   | 2006년 9월 22일  | 13년의 꿈, 대한제국                                                             |
| 64   | 2006년 9월 29일  | 일왕의 명령, 조선사편수회를 조직하라                                            |

### 역사스페셜 (2009년 ~ 2012년)
| 횟수   | 방송 일자        | 제목                                                                                   |
| ------ | ---------------- | -------------------------------------------------------------------------------------- |
| 1      | 2009년 7월 4일   | 연오랑 세오녀, 일본의 신神이 되었나?                                                   |
| 2      | 2009년 7월 11일  | 발굴보고! 잃어버린 조선왕손을 찾아서                                                   |
| 3      | 2009년 7월 18일  | 신라 왕족은 정말 흉노의 후예인가                                                       |
| 4      | 2009년 7월 25일  | 귀신 쫓는 사나이, 처용(處容)은 누구인가?                                               |
| 5      | 2009년 8월 1일   | 조선판 브리태니커, 《임원경제지》                                                      |
| 6      | 2009년 8월 8일   | [여름특집] 홍어장수 표류기, 세상을 바꾸다                                              |
| 7      | 2009년 8월 15일  | [광복절 기획] 고종황제, 그 죽음의 진실                                                 |
| 8      | 2009년 8월 29일  | [특별기획] 만주대탐사 2부작-1부 제 5의 문명 요하를 가다                                |
| 9      | 2009년 9월 5일   | [특별기획] 만주대탐사 2부작-2부 금나라를 세운 아골타, 신라의 후예였다!                 |
| 10     | 2009년 9월 12일  | 동성왕 피습사건의 전말                                                                 |
| 11     | 2009년 9월 19일  | 세 여자 이야기 - 덕만, 천명, 선화                                                      |
| 12     | 2009년 10월 3일  | 수도원에 간 겸재 정선, 80년만의 귀환                                                   |
| 13     | 2009년 10월 10일 | [한국 박물관 100주년 특집] 상상력의 무한공간, 박물관                                   |
| 14     | 2009년 10월 17일 | [최초보고] 백제의 마지막 공주, 부여태비                                                |
| 15     | 2009년 10월 24일 | [안중근 의거 100년] 이토 저격 영상을 찾아라                                            |
| 16     | 2009년 10월 31일 | 연개소문은 왜 투르크에 사신을 보냈나                                                   |
| 17     | 2009년 11월 7일  | 북벌, 조선의 운명을 가르다                                                             |
| 18     | 2009년 11월 14일 | 세기의 전쟁 2부작 - 1편 을지문덕의 살수대첩                                            |
| 19     | 2009년 11월 21일 | 세기의 전쟁 2부작 - 2편 강감찬의 귀주대첩                                              |
| 20     | 2009년 11월 28일 | 에밀레종의 진실                                                                        |
| 21     | 2009년 12월 5일  | 김삿갓 신드롬, 방랑 시인은 왜 슈퍼스타가 됐나?                                         |
| 22     | 2009년 12월 19일 | 신라명신의 비밀                                                                        |
| 23     | 2010년 1월 16일  | 2010 탐사보고 동명(東明) 루트를 찾아서                                                 |
| 24     | 2010년 1월 23일  | 자객 고영근, 명성황후의 원수를 베다                                                    |
| 25     | 2010년 1월 30일  | 조선과 통하라, 코리아호의 출항                                                         |
| 26     | 2010년 2월 6일   | 계림로 14호분 황금보검의 비밀                                                          |
| 27     | 2010년 2월 13일  | 설날특집 주강현의 우리 역사 이야기 - 100년의 포효                                      |
| 28     | 2010년 2월 20일  | <한일강제병합 100년 기획> 잊혀진 전쟁 1907 - 제 1편, 대한제국을 사수하라!              |
| 29     | 2010년 2월 27일  | <한일강제병합 100년 기획> 잊혀진 전쟁 1907 - 제 2편, 발굴! 일본군 보병 14연대 진중일지 |
| 30     | 2010년 3월 20일  | 기토라 고분, 고구려의 하늘을 품다.                                                     |
| 31     | 2010년 3월 27일  | 조선판 공부의 신 왕세자 교육                                                           |
| 32     | 2010년 4월 3일   | 동해(東海) 장마 수호신 신라장군 이사부                                                 |
| 33     | 2010년 4월 10일  | 잊혀진 영웅! 광복회 총사령 박상진                                                      |
| 34     | 2010년 5월 1일   | 해동(海東) 최초의 세계인, 혜초                                                         |
| 35     | 2010년 5월 15일  | 고구려성, 만리장성으로 둔갑하다.                                                       |
| 36     | 2010년 6월 5일   | 세계 최초의 2단 로켓, 신기전(神機箭)의 부활                                            |
| 37     | 2010년 6월 12일  | 무사시노의 개척자, 약광(若光)과 1799인의 고구려인                                      |
| 38     | 2010년 7월 3일   | 이순신 대장선의 미스터리 손문욱                                                        |
| 39     | 2010년 7월 10일  | 조선의 무관 노상추, 그가 남긴 68년간 기록                                              |
| 40     | 2010년 7월 17일  | 역사의 수레바퀴를 움직여 온 귀화인 (歸化人)                                            |
| 41     | 2010년 8월 7일   | 지옥의 땅, 군함도                                                                      |
| 특집   | 2010년 8월 13일  | 광복절 특집 <도쿄 공습 프로젝트 - 윌로우스 비행학교> (역사스페셜팀 제작)               |
| 특집   | 2010년 8월 14일  | 국권침탈 100년 특별기획 한국과 일본 - 1편 인연(因緣) (역사스페셜팀 제작)               |
| 특집   | 2010년 8월 15일  | 국권침탈 100년 특별기획 한국과 일본 - 2편 적대(敵對) (역사스페셜팀 제작)               |
| 특집   | 2010년 8월 21일  | 국권침탈 100년 특별기획 한국과 일본 - 3편 공존(共存) (역사스페셜팀 제작)               |
| 특집   | 2010년 8월 22일  | 국권침탈 100년 특별기획 한국과 일본 - 4편 변화(變化) (역사스페셜팀 제작)               |
| 특집   | 2010년 8월 28일  | 국권침탈 100년 특별기획 한국과 일본 - 5편 대결(對決) (역사스페셜팀 제작)               |
| 42     | 2010년 9월 4일   | 800년의 타임캡슐, 태안 마도선                                                          |
| 43     | 2010년 9월 11일  | 길이 100m의 상소문, 만인소                                                             |
| 44     | 2010년 9월 18일  | -추석특집- 밥상의 혁명 독초(毒草), 고추의 변신                                         |
| 45     | 2010년 9월 25일  | 나는 노비이고 싶다 - 1586년 다물사리 소송사건                                          |
| 46     | 2010년 10월 9일  | [한글날 특집] 소리문자 훈민정음, 어떻게 만들어졌나                                     |
| 47     | 2010년 10월 16일 | 400년 맺어진 의리 - 안동 계회                                                          |
| 48     | 2010년 10월 23일 | 조선 최초의 전문외교관 - 이예(李藝)                                                    |
| 49     | 2010년 10월 30일 | 창녕의 금동관모는 왜 일본의 국보가 되었나                                              |
| 50     | 2010년 11월 13일 | 수수께끼의 나라, 신라 1편 <천마도 미스터리>                                            |
| 51     | 2010년 11월 25일 | 수수께끼의 나라, 신라 2편 금관은 왜 사라졌는가                                         |
| 52     | 2010년 12월 2일  | 증도가자 논란, 세계 최고(最古) 금속활자의 진실은?                                      |
| 53     | 2010년 12월 9일  | 조선 CSI ,누가 황씨 부인을 죽였나                                                      |
| 54     | 2010년 12월 16일 | 독락당 어서각은 왜 굳게 닫혀 있었나?-조선 서자들의 500년 도전사                        |
| 55     | 2011년 1월 13일  | 누이를 사랑한 왕자 - 천전리각석의 비밀                                                 |
| 56     | 2011년 1월 20일  | 식민지 조선 황금광 시대                                                                |
| 57     | 2011년 1월 27일  | 떴다 보아라 안창남 - 창공에 펼친 조선 독립의 꿈                                        |
| 58     | 2011년 2월 10일  | 소년 포로, 400년 만의 귀향(歸鄕)                                                       |
| 59     | 2011년 2월 17일  | 조선시대 남자도 귀고리를 했다!                                                         |
| 60     | 2011년 3월 10일  | 떴다! 해동청 보라매 - 한반도의 매사냥                                                  |
| 61     | 2011년 3월 17일  | 145년만의 귀환, 외규장각 도서                                                          |
| 62     | 2011년 3월 24일  | 망원경을 든 선비, 홍대용                                                               |
| 63     | 2011년 3월 31일  | 정감록(鄭鑑錄) 조선의 운명을 말하다.                                                   |
| 64     | 2011년 4월 21일  | 반세기만의 무죄판결 - 조봉암 죽음의 진실!                                              |
| 65     | 2011년 4월 28일  | 철/저/분/석, 한산대첩                                                                  |
| 66     | 2011년 5월 5일   | 독도는 조선의 영토다 -안용복에서 대한제국 칙령 제41호까지                              |
| 67     | 2011년 5월 12일  | 시대의 경계인 마지막 황태자 영친왕 이은                                                |
| 68     | 2011년 5월 19일  | 금동관, 백제 통치의 비밀을 풀다                                                        |
| 69     | 2011년 5월 26일  | 윤두서 자화상의 비밀!                                                                  |
| 70     | 2011년 6월 2일   | 광개토태왕 - 제1부 동방의 알렉산더, 고담덕(高談德)                                     |
| 71     | 2011년 6월 9일   | 광개토태왕 - 제2부 팍스 코리아나(Pax Koreana), 고구려에 의한 평화                      |
| 72     | 2011년 6월 16일  | 추적! 발해 황후 묘는 왜 공개되지 못하나?                                               |
| 73     | 2011년 6월 23일  | 포화 속에서 문화재를 지킨 사람들                                                       |
| 74     | 2011년 6월 30일  | 고종의 밀사, 헐버트의 꿈                                                               |
| 75     | 2011년 7월 7일   | 묵서지편의 증언, 석가탑이 무너진 까닭은?                                               |
| 76     | 2011년 7월 14일  | 고구려 남부전선 최후의 증언 ‘임진강 철갑옷’                                            |
| 77     | 2011년 8월 11일  | <신흥무관학교 100주년 특별기획 2부작> 제 1부 잊혀진 무장독립전쟁기지                   |
| 78     | 2011년 8월 18일  | <신흥무관학교 100주년 특별기획 2부작> 제 2부 만주벌 이름 없는 독립전사들               |
| 79     | 2011년 8월 25일  | 나는 대한민국 광복군이다-김준엽의 장정(長征)                                           |
| 80     | 2011년 9월 1일   | 최윤덕, 조선의 국경을 세우다                                                           |
| 81     | 2011년 9월 15일  | 이것이 조선의 무예다, 무예도보통지                                                     |
| 82     | 2011년 9월 22일  | 우리나라 최초의 국가는 금지곡이었다.                                                   |
| 83     | 2011년 10월 6일  | 조선의 역사를 뒤바꾼 계유정난, 세조는 승리했는가?                                      |
| 84     | 2011년 10월 20일 | 또 하나의 전쟁, 황성YMCA 야구단                                                        |
| 85     | 2011년 10월 27일 | 독도 강치의 증언 -1905년 일제의 독도 침탈 비사                                         |
| 86     | 2011년 11월 3일  | 30년 간의 도둑 측량, 일제는 무엇을 노렸나?                                             |
| 87     | 2011년 11월 10일 | 국보 180호, 세한도에 숨은 비밀                                                         |
| 88     | 2011년 11월 17일 | 노비 정초부, 시인(詩人)이 되다                                                         |
| 89     | 2011년 11월 24일 | 선각대사비의 증언 궁예는 폭군인가?                                                     |
| 90     | 2011년 12월 8일  | 조선 사람은 왜 일본 박람회에 전시됐나?                                                 |
| 91     | 2011년 12월 15일 | 백제사 최대 미스터리 - 서동설화의 주인공은 누구인가?                                   |
| 92     | 2012년 1월 5일   | 2012 신년기획 2부작 랭턴 박사의 역사추적- 제1부 신라 인면유리구슬의 비밀               |
| 93     | 2012년 1월 19일  | 2012 신년기획 2부작 랭턴 박사의 역사추적- 제2부 유리구슬의 대항해                      |
| 94     | 2012년 1월 26일  | 정약용 3형제, 과연 신(神)을 버렸나?                                                    |
| 95     | 2012년 2월 2일   | 천년의 비밀, 신라 무역항의 수수께끼                                                    |
| 96     | 2012년 2월 9일   | 백제 공산성 1400년 전, 칠(漆) 갑옷의 비밀                                              |
| 97     | 2012년 2월 16일  | 17세기 일본을 뒤흔든 조선 최대 무기밀수사건                                            |
| 98     | 2012년 2월 23일  | 그때 투기가 시작되었다, 미두(米豆)열풍                                                 |
| 99     | 2012년 3월 1일   | [3.1절 특집]조선의 독립운동에 경의를 표함-일본인 변호사 후세 다츠지                    |
| 100    | 2012년 3월 8일   | 임란포로 빈센트 권은 왜 화형 당했나?                                                   |
| 101    | 2012년 3월 15일  | 조선인 가미카제 탁경현의 아리랑                                                        |
| 102    | 2012년 4월 19일  | 제주도 사람 발자국 화석의 비밀                                                         |
| 파일럿 | 2012년 4월 26일  | 역사재구성 결정적 하루 - 1932년 4월 29일 윤봉길 (역사스페셜팀 제작)                    |
| 103    | 2012년 5월 3일   | 조선의 그림, 시대를 말하다                                                             |
| 104    | 2012년 6월 14일  | 임진왜란 최초의 의병장 유팽로                                                          |
| 105    | 2012년 6월 21일  | 전쟁의 포화 속으로 뛰어들다 - 마거리트 히긴스의 6.25                                   |
| 106    | 2012년 6월 28일  | 빨치산토벌대장 차일혁의 기록 - 또 하나의 전쟁                                          |
| 107    | 2012년 7월 5일   | 책을 뚫고 현실로 나아가라, 남명 조식                                                   |
| 108    | 2012년 7월 12일  | 조선에 온 중국 첩보원 사세용(史世用)                                                   |
| 109    | 2012년 7월 19일  | 신라 우물 속 아이의 미스터리                                                           |
| 110    | 2012년 8월 16일  | [8.15기획]무장투쟁의 길 - 임시정부 초대 외무총장 박용만                                |
| 111    | 2012년 8월 23일  | 1분 1촌을 살펴 강토를 헤아리네 - 측우기                                                |
| 112    | 2012년 8월 30일  | [진주농민항쟁 150년 기획]모두가 난(亂)을 생각한 지 오래다                              |
| 113    | 2012년 9월 6일   | [한중수교 20주년 기획] 중국은 왜 최치원을 기억하는가                                   |
| 114    | 2012년 9월 13일  | 대왕의 꿈 김춘추의 꿈 - 동북아를 재편하라                                              |
| 115    | 2012년 9월 27일  | 1400년 전의 한류, 미마지 탈춤                                                          |
| 116    | 2012년 10월 4일  | 임금도 막을 수 없다 조선의 묘지 소송                                                   |
| 117    | 2012년 10월 11일 | 경성유학생 강상규의 조선독립 10년계획                                                  |
| 118    | 2012년 10월 18일 | 대성동 가야고분의 미스터리 - 가야인은 어디에서 왔는가                                  |
| 119    | 2012년 10월 25일 | 마도 3호선, 목간 37점의 비밀                                                           |
| 120    | 2012년 11월 1일  | <발굴 추적> 50년 만에 찾은 훈장                                                        |
| 121    | 2012년 11월 8일  | 잉글리시 조선 상륙기                                                                   |
| 122    | 2012년 11월 15일 | <한국의 武 2부작> 1부. 활의 전쟁                                                       |
| 123    | 2012년 11월 22일 | <한국의 武 2부작> 2부. 조총, 조선의 명운을 바꾸다                                      |
| 124    | 2012년 11월 29일 | 구운몽, 김만중의 사모곡                                                                |
| 125    | 2012년 12월 6일  | 백마 탄 김장군, 김경천! 시베리아의 전설이 되다                                         |
| 126    | 2012년 12월 13일 | 왕의 꿈, 왕의 조건 조선 15대 왕 광해군                                                 |

## 휴방 및 결방 사유
| 결방일           | 결방 사유 (대체 프로그램)                                                         |
| ---------------- | --------------------------------------------------------------------------------- |
| 2009년 8월 22일  | 특집다큐 한-인도 CEPA 인도거대시장이 열린다                                       |
| 2009년 9월 26일  | 특집 KBS 스페셜 신중국 60년 (1)중국 리더십, 공산당이 변하고 있다                  |
| 2009년 12월 12일 | 대한민국은 한가족 입니다 4부 행복한 유산                                          |
| 2009년 12월 26일 | KBS 영상실록 2009 대한민국                                                        |
| 2010년 1월 2일   | 신년특집 KBS 스페셜 부의 지도 2부작 (1)승자와 패자                                |
| 2010년 1월 9일   | 2010 KBS 10대기획 푸른지구의 마지막 유산 (1)원시생명의 땅, 투르카나               |
| 2010년 3월 6일   | 특별 기획다큐 2010 젋은 그대                                                      |
| 2010년 3월 13일  | 공사창립특집 동물의 건축술 (2)둥지의 재발견                                       |
| 2010년 4월 17일  | 특별기획 4.19세대의 증언 1부 광장에서 핀 장미                                     |
| 2010년 4월 24일  | 야생의 운명<오카방고의 기적>                                                      |
| 2010년 5월 8일   | 가정의 달 특집 황내촌 꿈꾸는 아이들                                               |
| 2010년 5월 22일  | 부처님 오신날 특별 기획 미소의길 제3부 동방의 미소                                |
| 2010년 5월 29일  | KBS스페셜 저출산고령화 특집 인구대전환 제1편 초고령국가, 미리 가 본 2050년        |
| 2010년 6월 19일  | KBS특별기획 한국전쟁 제3부 폭풍                                                   |
| 2010년 6월 26일  | KBS특별기획 한국전쟁 제9부 끝나지 않은 전쟁                                       |
| 2010년 7월 24일  | 여름방학 특별기획 문명탐사 나일강의 보물 제 1부                                   |
| 2010년 7월 31일  | 여름방학 특별기획 문명탐사 나일강의 보물 제2부                                    |
| 2010년 8월 14일  | 국권침탈100년 특별기획 한국과 일본 (역사스페셜팀 제작) (휴방)                     |
| 2010년 8월 21일  | 국권침탈100년 특별기획 한국과 일본 (역사스페셜팀 제작) (휴방)                     |
| 2010년 8월 28일  | 국권침탈100년 특별기획 한국과 일본 (역사스페셜팀 제작) (휴방)                     |
| 2010년 10월 2일  | <국군의 날 기획 KBS스페셜> 미래 전쟁의 주역 - 첨단무기                            |
| 2010년 11월 6일  | <KBS 스페셜> G20정상회의 기획 - 1부 새로운 부의 법칙                              |
| 2010년 11월 20일 | <2010 광저우 아시안게임 여기는 광저우> 중계 방송                                  |
| 2010년 12월 23일 | <성탄특집 이태석 신부 세상을 울리다>                                              |
| 2010년 12월 30일 | KBS영상실록 2010지구촌                                                            |
| 2011년 1월 6일   | <신년 특집다큐 좀비 PC 당신을 노린다>                                             |
| 2011년 2월 3일   | 설특집 아름다운 동행                                                              |
| 2011년 2월 24일  | <공사창립특집> 네트워크 대기획 모래의 역습 사막화 제 2편 사막화의 최전선 아프리카 |
| 2011년 3월 3일   | 공사창립특집 KBS대기획 푸른 지구의 마지막 유산 콩고 제2편 킹고의 숲               |
| 2011년 4월 7일   | KBS대기획 동아시아 생명대탐사 아무르 제2편 타이가의 혼                            |
| 2011년 4월 14일  | <KBS대기획> 동아시아 생명 대탐사 아무르 에필로그 - 아무르 440km                   |
| 2011년 7월 21일  | 여름방학 특별기획 휴먼 플래닛 2편. 사막 목마른 자들의 삶                          |
| 2011년 7월 28일  | 여름방학 특별기획 휴먼 플래닛 7편. 강 선과 악의 두 얼굴                           |
| 2011년 8월 4일   | KBS통일대토론 제2편 : 통일, 경제의 규모를 키워라                                  |
| 2011년 9월 8일   | 추석맞이 특별기획 이명박과의 대화                                                 |
| 2011년 9월 29일  | 이승만 찬양 다큐                                                                  |
| 2011년 10월 13일 | UN 사막화방지총회 특집다큐 잃어버린 오아시스 - 제2편 최후의 방어선, 녹색 만리장성 |
| 2011년 12월 1일  | KBS 특별기획 사회적 자본 - 3편 호모 에코노미쿠스의 변신 협력                      |
| 2011년 12월 22일 | KBS 특별기획 김정일                                                               |
| 2011년 12월 29일 | TV 50년 진실의 기록 다큐멘터리 50년                                               |
| 2012년 1월 12일  | KBS신년기획 위기의 남유럽을 가다                                                  |
| 2012년 3월 22일  | ABU-KBS 공동제작다큐 제1편 뉴 브리드 여성 투사들 -홍콩 RTHK-                      |
| 2012년 3월 29일  | ABU-KBS 공동제작다큐 제3편 독신시대                                               |
| 2012년 4월 5일   | 2012선거특집 4.11총선을 전망한다                                                  |
| 2012년 4월 12일  | 2012 선거특집 국민의 선택과 향후 정국전망                                         |
| 2012년 4월 26일  | 역사재구성 결정적 하루 - 1932년 4월 29일 윤봉길 (역사스페셜팀 제작)               |
| 2012년 5월 10일  | 가정의달 특별기획 4부작 - 아버지의 뜰 (휴방)                                      |
| 2012년 5월 17일  | 가정의달 특별기획 4부작 - 아버지의 뜰 (휴방)                                      |
| 2012년 5월 24일  | 가정의달 특별기획 4부작 - 아버지의 뜰 (휴방)                                      |
| 2012년 5월 31일  | 가정의달 특별기획 4부작 - 아버지의 뜰 (휴방)                                      |
| 2012년 6월 7일   | 2012 런던 올림픽 축구대표팀 특집 공간과 압박                                      |
| 2012년 7월 26일  | 2012 런던올림픽 특집 1948 런던으로 간 대한민국 전사들                             |
| 2012년 8월 2일   | 2012 런던 올림픽 중계 방송                                                        |
| 2012년 8월 9일   | 2012 런던 올림픽 중계 방송                                                        |
| 2012년 9월 20일  | KBS 국민대토론 한국경제, 3대 해법을 찾아라                                        |

## 호남지역 자체방송
호남 지역은 매주 화요일 밤 10시에 아래 프로그램을 자체적으로 방송한다.
| 방송국  | 지역       | 프로그램        |
| ------- | ---------- | --------------- |
| KBS전주 | 전라북도   | 생방송 심층토론 |
| KBS광주 | 광주광역시 | 시사토론 10     |
| KBS광주 | 전라남도   | 시사토론 10     |

## 같이 보기
- 《역사스페셜》 : 1998년 10월 17일 ~ 2003년 6월 21일
- 《HD 역사스페셜》 : 2005년 5월 6일 ~ 2006년 9월 29일
- 《한국사 전》 : 2006년 6월 17일 ~ 2007년 10월 27일
- 《역사추적》 : 2007년 11월 24일 ~ 2008년 6월 23일
- 《역사스페셜》 : 2009년 7월 4일 ~ 2012년 12월 13일
- 《UHD 역사스페셜》 : 2021년 10월 19일 ~ 2022년 2월 1일